# Nesow
Nesow is een plaats en voormalige gemeente in de Duitse deelstaat Mecklenburg-Voor-Pommeren, en maakt deel uit van het Landkreis Nordwestmecklenburg.
Nesow telt  267 inwoners.
Nesow werd op 25 mei 2014 als gemeente opgeheven en opgenomen in de gemeente Rehna.